# Courfaivre

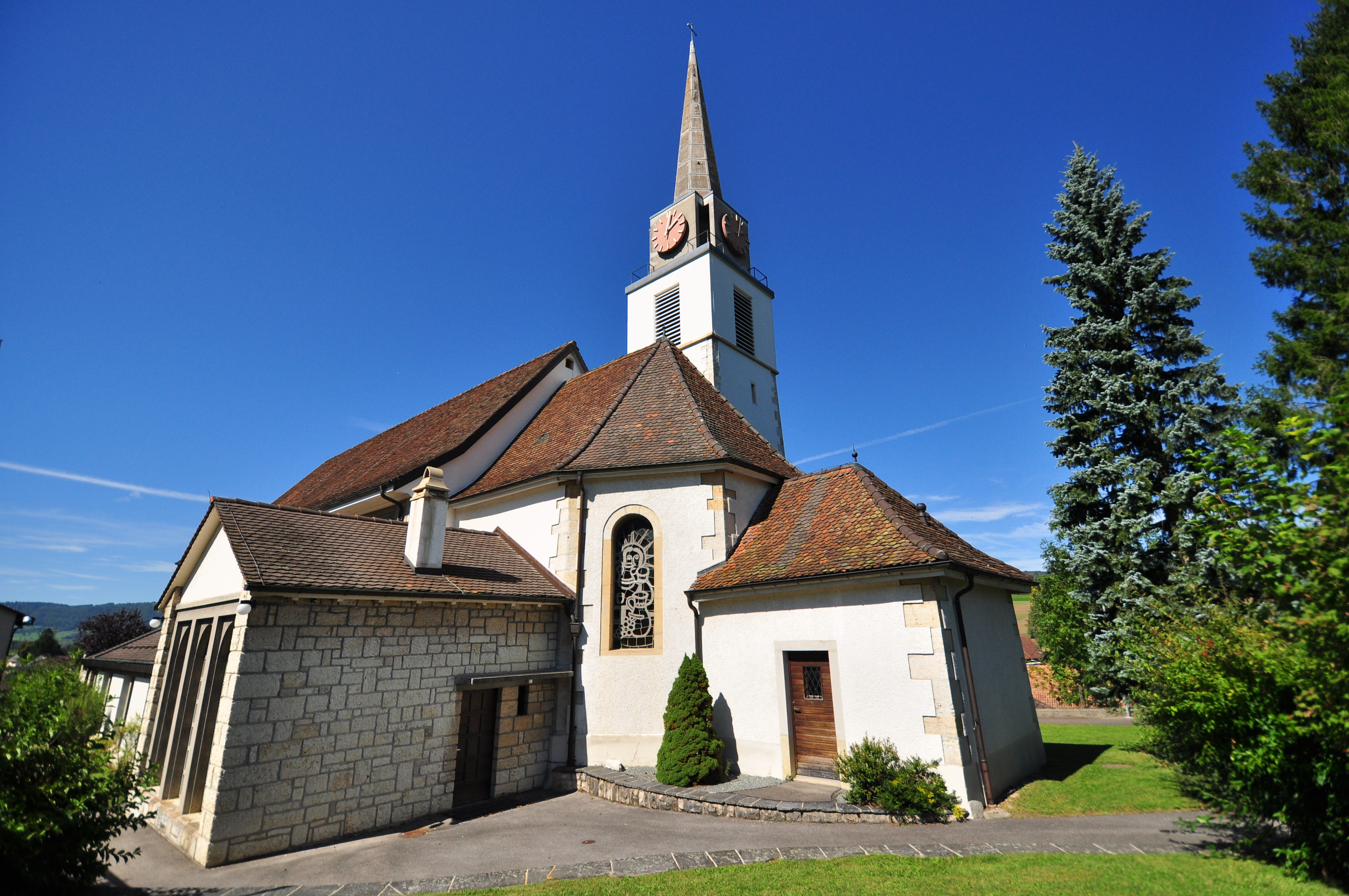
Courfaivre Eglise Saint-Germain-d'Auxerre

Courfaivre est une localité et une ancienne commune suisse du canton du Jura.

## Géographie

Photo aérienne (1955)

Courfaivre se situe à 6 km à vol d’oiseau au sud-ouest de Delémont. Le village est arrosé par la Sorne, à 459 mètres d’altitude.
L'ancien territoire communal s’étendait de la colline du Bois-des-Chaux, au nord, à 589 mètres d’altitude, au lieu-dit Le Mont, à 1 026 mètres d’altitude, sur la chaîne du Vellerat, au sud de la localité.

## Toponymie
Le nom de la localité dérive du substantif roman corte, qui désigne un domaine agricole ou un hameau et remonte lui-même au latin cohorte, et probablement du nom de personne latine Faber (éventuellement Fabra s'il s'agissait d'une femme).
Sa première occurrence écrite date de 968, sous la forme de Curtifavra.
Son ancien nom allemand est Corfouver[réf. nécessaire].

## Population

### Surnom
Les habitants de la commune sont surnommés les Mergats, soit les matous en patois vâdais.

## Histoire
Au lieu-dit Courtes Méchielles, on a trouvé des tombes datant de l’époque mérovingienne .
La première mention écrite du lieu remonte à 1147, sous le nom de Curfavro. 
Comme les autres villages libres de la seigneurie de Delémont, Courfaivre revint à l’Évêché de Bâle en 1271.
De 1793 à 1815, Courfaivre a appartenu à la France, dans le département du Mont-Terrible, puis dans celui du Haut-Rhin. À la suite d'une décision du Congrès de Vienne, en 1815, la commune a été attribuée au canton de Berne, comme toutes celles du district de Delémont. 
Depuis le 1er janvier 1979, Courfaivre fait partie du canton du Jura. Depuis le 1er janvier 2013, la commune a fusionné avec celles de Bassecourt, Glovelier, Soulce et Undervelier pour former la nouvelle commune de Haute-Sorne.

## Économie
Courfaivre s'est transformé à la fin du XIXe siècle en village industriel avec la création de l'usine de bicyclettes, de motocyclettes et de machines Condor en 1893. Après un siècle d'intense activité et de succès (nombreux sont les coureurs cyclistes ayant remporté des titres internationaux sur Condor !), elle n'employait encore qu'une quarantaine de personnes au début des années 2000. Le bâtiment a alors été repris par un fabricant de pièces d'aviation, sans grand succès puisque ce type de fabrication a été abandonné en mars 2012. Le bâtiment est inutilisé dès cette date.
La localité compte quelques petites et moyennes entreprises dans les domaines de la construction métallique et de l’industrie mécanique. La présence de bonnes terres a permis de maintenir une activité agricole.

## Transports
- La gare de Courfaivre est desservie par les lignes CFF Bienne-Delémont-Delle et Bâle-Delémont-Porrentruy
- Autoroute A16 (Bienne-Boncourt)  9 (Bassecourt)

## Personnalités
- Edgar Fricker, directeur des usines Condor
- Joseph Voyame, haut fonctionnaire

## Patrimoine monumental
- Église paroissiale Saint-Germain-d’Auxerre, l'une des plus importantes églises du Jura : reconstruite en 1701-1702, agrandie en 1865, restaurée en 1954 par Jeanne Bueche, architecte à Delémont. Les statues figurant précédemment sur les autels ont été restaurées en 1977 et forment un ensemble remarquable : Madone 1702-1703 par Nicola Claudon de Hartmannswiller ; Madone au rosaire sans doute de 1732 par François-Joseph Mertenat ou alors de 1723 par Hans Füeg ; grande statue de saint Germain d'Auxerre, anciennement sur le maître autel, de 1706-1707, par Johannes Schneider, de Pfeffingen. L'église a été encore enrichie de vitraux de Fernand Léger et d'un tabernacle taillé par le sculpteur tessinois Remo Rossi. Tapisserie du chœur par Jean Lurçat[3].